# ストリートダンス協会
一般社団法人ストリートダンス協会（いっぱんしゃだんほうじんストリートダンスきょうかい）は、日本でのストリートダンスの普及・発展を目的とした一般社団法人。2009年に設立。

## 概要
2009年に設立。ストリートダンスを国内外で普及促進させる。各種支援事業を通して青少年の心身の健全な発達に寄与し、国際相互理解の促進を目的とする。
元々はダンス全般の活動に関わっていた組織だったが、中学、高校のダンス部の全国規模の競技会がなかったため、多方面からの要請があり、これを開催するにあたって一般社団法人ストリートダンス協会が設立された。
2011年からは5月と11月の年2回に渡りストリートダンス検定を開催。春・夏・秋・冬の計4回、日本高校ダンス部選手権を開催するほか、2012年からは日本中学校ダンス部選手権を毎年8月に開催。スポーツ庁、全国高等学校体育連盟、日本中学校体育連盟からの後援をもらい国内最大規模の公式大会に成長する。近年、10代の間でダンスブームが巻き起こっているなか高校のダンス部の数はこの10年間で900校から1800校へ倍増。
小・中・高校生を対象としたダンス研修、各種シンポジウムへのコメンテーター参加、ファッションショーやダンスコンテストへの運営・後援・審査協力、アニダンの共催も行っている。

## 事業内容
1. ストリートダンス能力に関する検定の実施[2]
2. ストリートダンサー並びにストリートダンスインストラクターの育成及び認定 [2]
3. 国内外におけるストリートダンス選手権の企画・運営及び開催 [2]
4. ストリートダンススクールの運営 [2]
5. 労働者派遣事業 [2]
6. ストリートダンスに関するコンサルティング業務 [2]
7. ストリートダンスに関するＤＶＤの企画、制作並びに販売、レンタル及び輸出入 [2][4]
8. ストリートダンスに関する音楽、書籍の出版と販売 [2]
9. インターネットによるストリートダンスに関する情報提供サービス [2]
10. その他この法人の目的を達成するために必要な事業 [2]
11. ダンス全般の歴史に関する史料の公開と編纂 [2][5]

## 協会コンテンツ
- ストリートダンス検定[4][6][7]
- DANCE NAVI（全国ダンス教室検索サイト）
- 日本高校ダンス部選手権
- 日本中学校ダンス部選手権
- ダンス応援プロジェクト（中学、高校へ無料でコーチ派遣）
- ストリートダンス用語辞典出版
- アニダン（日本のアニメソングの仮装ダンス大会）
- 中学・高校ダンス部の派遣オファー窓口
- チラシ・フライヤー・DM・ポスターなど全国10,000件のダンス関連にメール便

## 協会構成員
- 名誉理事・馳浩
- 理事長・福田和美[8]
- 専務理事・西元陽一
- 専務理事・栗原めぐみ[9]
- 上級顧問・小野力
- 顧問・久岡厚美
- 顧問・伊藤富博
- 顧問・神田勘太郎（カリスマカンタロー）
- 顧問・藤田英和
- 顧問・弘中陽子
- 顧問・大平雄一[10]
- 広報委員長・金子正男[11]
- 専門委員長・前山善憲（のりんご☆）[12][13]
- 専門委員・高岡俊二（SHUNJI）
- 専門委員・丸山悟史（ISOPP）
- 専門委員・松川直也（ぱお）
- 専門委員・黒田雄介（クロメガネ）